# ガラスの向こう側
「ガラスの向こう側」（ガラスのむこうがわ）は、1979年1月28日にTBS系列の『東芝日曜劇場（現：日曜劇場）』（第1155回）で放送されたテレビドラマ。
制作は北海道放送（HBC）。

## スタッフ
- 脚本：早坂久子
- 監督・演出：長沼修
- 音楽：深町純

## 出演者
- 藤岡弘
- 日色ともゑ（日色ともえ）
- 横田直貴
- 原知佐子